# Manfred Höner
Manfred Höner (1941 -6 de marzo de 2021) fue un entrenador de fútbol alemán. 

## Trayectoria
Höner dirigió la selección nacional de Nigeria de 1987 a 1988, obteniendo el segundo lugar en la Copa Africana de Naciones 1988 y también clasificándola a los Juegos Olímpicos de Seúl. En 2004 ejercía de director técnico de la Asociación de Fútbol de Catar.

## Clubes

### Entrenador
| Club                           | País                 | Año       |
| ------------------------------ | -------------------- | --------- |
| VfL Pinneberg                  | Alemania             |           |
| Selección Nigeria              | Nigeria              | 1987-1988 |
| US Monastir                    | Túnez                | 1990-1991 |
| Eintracht Tréveris             | Alemania             | 1991      |
| Selección República Dominicana | República Dominicana | 1993-1994 |
| Selección Malaui Sub-20        | Malaui               | 1997-2000 |